# Pierinae
Pierinae er en underfamilie i hvidvingefamilien blandt sommerfuglene. Fra Danmark kendes fem arter. En del af arterne kaldes kålsommerfugle.

## Arter og slægter
De fem arter i Pierinae, der er registreret i Danmark:
- Slægt Pieris
  - Stor kålsommerfugl (Pieris brassicae)
  - Lille kålsommerfugl (Pieris rapae)
  - Grønåret kålsommerfugl (Pieris napi)
- Slægt Pontia
  - Grønbroget kålsommerfugl (Pontia daplidice)
- Slægt Anthocharis
  - Aurora (Anthocharis cardamines)